# Nesozineus giesberti
Nesozineus giesberti là một loài bọ cánh cứng trong họ Cerambycidae.